# Грива (музичка група)
Грива је југословенска рок група из Новог Сада.

Грива је настала 1982. године, а основали су је бивши чланови новосадске групе Ибн Туп, певач Златко Каравла и гитариста Јосип Сабо - Јоца.
Први Гривин хит је била обрада песме „Ситније Циле ситније“ коју су на такмичењу за песму Евровизије изводили Лепа Брена и Слатки грех, у Гривином препеву „Ситније сестро ситније“ којим је група придобила велику пажњу публике. Новосадска Стрипотека, је у једном од бројева поклонила синглицу са овом обрадом својим читаоцима што је био пун маркетиншки погодак. Убрзо је уследио први албум „Ког сам врага тражио у теби“ који је као и сингл издао загребачки Југотон. Бенд придобија велику наклоност публике и песме постају хитови. Остали чланови бенда су били Јанош Казимић који је важио за једног од најбољих домаћих хард рок бубњара тог доба, Ђорђе Јовановић Ђука бас, Ласло Новак клавијатуре и гост Ненад Милосављевић Галија усна хармоника.
Други албум, „Ниси ни ти анђео“ (1985) је следио жестоку свирку са првог албума, али је био одбијен од стране Југотона са аргументацијом да није довољно комерцијалан, те је издат за новосадску дискографску кућу „Панонија концерт“, али је свеједно продат у 37.000 примерака. Због несугласица око даљег музичког развоја, које су настале још у току снимања овог материјала, Грива привремено престаје с радом после наступа у Београду као предгрупа светској атракцији Моторхеад.
1987. године Златко Каравла одлучује да сними нови материјал и бенд одвуче у мало комерцијалније воде. Албум „Грива“ који је често био зван „Војводино, Војводино што си тако равна“ по највећем хиту бенда који се налази на овој плочи, је издат за београдски Југодиск, а у снимању су поред Златка, учествовали: гитариста Зоран Булатовић Бале, / Лабораторија звука, Луна, Пекиншка патка, / Наско Будимлић из фамозне групе Дивље Јагоде на бубњевима, један од најбољих југословенских клавијатуриста Александар Саша Локнер / Бајага и Инструктори / на клавијатурама и на пар песама бубњар Предраг Буца Јаничић и првобитни чланови Јанош Казимић, Ђорђе Јовановић Ђука, Ласло Новак и Јосип Сабо на гитари али још битније, као пратећи вокал кроз цео албум.
Четврти албум Гриве изашао је 1988. године за београдски ПГП РТБ под именом „Што те тата пушта саму“ уз три песме Алена Исламовића / тада већ певача групе Бијело Дугме / је бројао многе хитове. Поред Злаје, у постави је био ексцентрични гитариста Зоран Зокс Малетић, који је подсећао на америчке гитарске идоле, Мома Бајац на басу, Воја Ушар Вилић на другој гитари, Буца Јаничић на бубњевима, Александар Саша Локнер / Бајага и Инструктори / на клавијатурама, фамозни југословенски бубњар, новосађанин Иван Феце Фирчи / ЕКВ , Лабораторија звука, Луна /, и новосадски клавијатуриста светског гласа Рекс Илусивии и продуцент Милан Берар, који је бринуо и о звуку на живим наступима. Грива промовише издање концертом у препуној хали новосадског СПЕНС-а са специјалним гостима: Ален Исламовић, Викторија, Осми путник из Сплита и Синг, Синг Сингерс из Новог Сада. Грива такође свира у Будимпешти на интернационалном фестивалу где добија одличне критике што због овације публике и одличног наступа, што због обраде песме „Девојка бисерне косе“ мађарске групе Омега, која се нашла на трећем албуму бенда. Нажалост, овај концерт је био последњи концерт који су овом приликом чинили, Златко Каравла вокал, Зоран Зокс Малетић и Воја Ушар Вилић, гитаре, Буца Јаничић бубњеви, и Сенад Јашаревић клавијатуре.
Златко Каравла још једном улази у студио да продуцира пети албум бенда који је симболично за рокенрол назван „Пиј, једи, весели се“. Због ратне ситуације у држави, албум је сниман више од годину дана, а 1992. је објављен за Мегатон, са 9 нових песама и два снимљена спота: „Кад дође јутро“ и „Срећан ти рођендан“. Албум су снимали Зоксов брат Мирослав (Кића) Малетић на бубњевима и гитари, Зоран Булатовић Бале на гитари, Мома Бајац на басу и нови члан на клавијатурама, с којим је Златко наставио радити у будућности, Синиша Симбе Цветковић који тренутно свира за многе поп звезде.
Након тога „Грива“ престаје са својим активностима све до краја 2002. године, када се у продавницама појављује ЦД компилација „Само најбоље“ у издању београдске куће „Оне Рецордс“, са једном новом баладом и 17 старих композиција, да би у децембру те године „Грива“, после дугог низа година, поново засвирала у „Студију М“, „Радио Новог Сада, пред верном публиком, оном која је са гривом од првих дана, као и оном која је Грива упознала крајем осамдесетих, када су уз“ Дивље јагоде „била најбољи“ тешки рок „бенд у Југославији, оној“ од Вардара до Триглава ". Златко је позвао све бивше чланове бенда, као и многе госте, да свирају старе песме у мало опуштенијим аранжманима. Материјал се појавио и као ЦД и као DVD.
Након ове фамозне манифестације, Грива је позвана да свира на мото сусрету у Сремској Каменици, и делила је тај дан бину са старим познаницима Дивљим Јагодама.
Златко је одлучио након тога да се поново примири и да настави компоновати и продуцирати, али на позив музичара из новосадског бенда Аутостопери, прави одличне гостујуће наступе певајући искључиво страни репертоар попут Вајтснејк и Дип Перпл. Када су у репертоар убацили неколико песама Гриве, што је код публике изазвало бројне овације и бенд је добио жељу за мало већим репертоаром. Ускоро почињу да наступају, у постави Александар Габрић на гитари, Урош Марић на басу, Игор Радат на клавијатурама и Игор Ројко на бубњевима, и да би као Грива поново засвирала у Новом Саду, у препуном клубу Роуте 66. 2010. бубњара Игора Ројко а заменује перспективни Срђан Голубица а почетком 2011. године, на његово место долази Дејан Шарковић из новосадске групе Црасх 2.
Златко гостује на пар наступа групе "Апсолутно романтично", са којима снима и обраду „Војводино, Војводино што си тако равна“, која се појављује на задњем издању ове групе.
Чланови су тренутно:
- Златко Каравла - (вокал)
- Александар Габрић - (гитаре и пратећи вокал)
- Урош Марић - (бас-гитара и пратећи вокал)
- Игор Радат - (клавијатуре и пратећи вокал)
- Дејан Шарковић - (бубњеви)

## Дискографија

### Студијски албуми
1. Ког сам ђавола тражио у теби (Југотон) 1983.
2. Ниси ни ти анђео (Панонија концерт) 1985.
3. Грива (Југодиск) 1987.
4. Што те тата пушта саму (ПГП РТБ) 1988.
5. Пиј, једи, весели се... (Мегатон) 1992.
6. Грива & ко. - Live - 2002.

### Компилације
1. 2002. Само најбоље (One Records)